# 金海佳美
金海 佳美（かなうみ よしみ、1983年5月22日 - ）は、日本の元女優。ダンサー。血液型O型。武蔵野音楽大学卒業。身長161cm。

## 来歴・人物
東京都出身。4姉妹の長女。
高校の時にミュージカルの専門学校に通う。フリーで主にミュージカルの舞台活動をしていたが、2004年、ユニビジョンからスカウトされる。2008年に女優からダンサーへ転向し、松竹歌劇団（SKD）OG STASの舞台にも参加。2012年11月をもって現役を引退したが、その後は町田歩美率いる演劇ユニット「liberta」（リベルタ）の舞台に出演したりしている。
特技は幼い頃から習っているクラシックバレエ、ジャズダンス、乗馬。

## 主な出演

### 舞台
- 母をたずねて三千里　東京、埼玉、大阪公演
- 赤毛のアン（2004、2005年）大人ダイアナ役　東京、宇都宮、埼玉公演
- そして森は生きている　ダンサー役　茨城、ニューヨーク公演
- 松竹歌劇団（SKD）OG STAS
- liberta公演
  - 「Shangri-La」（2012年3月9日 - 11日、武蔵野芸術劇場）
  - 「Applause!」（2014年6月13日 - 15日、武蔵野芸術劇場・小劇場）[3]